# Monie Ralph Captan
Monie Ralph Captan (* 28. Mai 1962 in Monrovia) ist ein liberianischer Politiker, Hochschullehrer und Herausgeber einer Zeitung. Er war von 1996 bis 2003 Außenminister in der Regierung Charles Taylor.

## Leben
Der in Monrovia gebürtige Liberianer Monie R. Captan ist Sohn eines libanesischen Einwanderers, seine Mutter ist Liberianerin. Monie R. Captan verbrachte Kindheit und Jugend in Monrovia, er absolvierte zunächst eine kaufmännische Ausbildung.
Monie R. Captan gehörte zu den jüngsten Professoren der University of Liberia, als ihn der liberianische Präsident Charles Taylor 1996 als „Minister of Presidential Affairs“, dann als Außenminister (von 1996 bis 2003) in sein Kabinett holte; Monie R. Captan war einer der wenigen Minister, die nicht der National Patriotic Front of Liberia (NPFL) Taylors angehörten. Er folgte Momolu Sirleaf im Amt.
Nach dem liberianischen Bürgerkrieg nahm er seine Lehrtätigkeit wieder auf und ist Professor für Internationale Beziehungen an der „Ibrahim Babangida School of International Relations“ an der Universität von Liberia. Der Geschäftsmann und Herausgeber einer Zeitung wurde am 16. März 2010 zum Präsidenten der liberianischen Handelskammer gewählt.